# Tomba di Atilia Sabina
La tomba di Atilia Sabina è un sarcofago in serizzo di epoca romana imperiale, trovato nel Novarese e catalogato nel Corpus Inscriptionum Latinarum col codice CIL, V, 6532. A causa di un errore nella prima opera che l'ha descritta, riproposto in diverse opere successive, per oltre due secoli si è ritenuto che il Diatreta Trivulzio appartenesse al corredo funebre in essa contenuto.

## Descrizione
Si tratta di un sarcofago a cassa rettangolare in serizzo che riporta l'iscrizione ATILIAE SABINAE in tabella ansata. L'iscrizione completa era D[IS] M[ANIBUS] ATILIAE SABINAE (Agli Dei Mani di Atilia Sabina), la cui sigla iniziale era scolpita sulle anse del coperchio, ora mancante.
Le ridotte dimensioni suggeriscono tuttavia che non sia un sarcofago, bensì un'urna. Data la tipologia, è proposta una datazione fra la fine del I e la metà del II secolo d.C. e l'appartenenza ad un personaggio di notevoli disponibilità economiche legato alla corte imperiale.

## Storia
Nel 1675 fu trovata in una località imprecisata del Novarese e mandata a Garbagna Novarese, nelle proprietà della famiglia Caroelli.
Nel 1930 fu donata al Lapidario dei Musei della canonica del duomo di Novara (o al Museo Civico di Novara, secondo Lino Cassani) dal proprietario Buslacchi, che la utilizzava come abbeveratorio per il bestiame presso la stalla della famiglia Bassini, a Garbagna.
Dal 1998 è conservata presso il Broletto di Novara.

## Equivoco
Nell'opera Museo novarese del 1701, Lazzaro Agostino Cotta associò erroneamente la tomba al Diatreta Trivulzio, coppa vitrea del IV secolo d.C.. L'errore fu riportato da Theodor Mommsen nel quinto volume del Corpus Inscriptionum Latinarum del 1877 e da questi Ettore Pais nei Supplementa Italica alcuni anni più tardi. Tutto ciò fece ritenere per più di due secoli che il Diatreta Trivulzio provenisse dalla tomba di Atilia Sabina.
Nel 1964 la pubblicazione di un documento dell'Archivio Capitolare del Duomo di Novara consentì di chiarire definitivamente che il Diatreta Trivulzio non proveniva dalla tomba di Atilia Sabina.